# Douglas F3D Skyknight

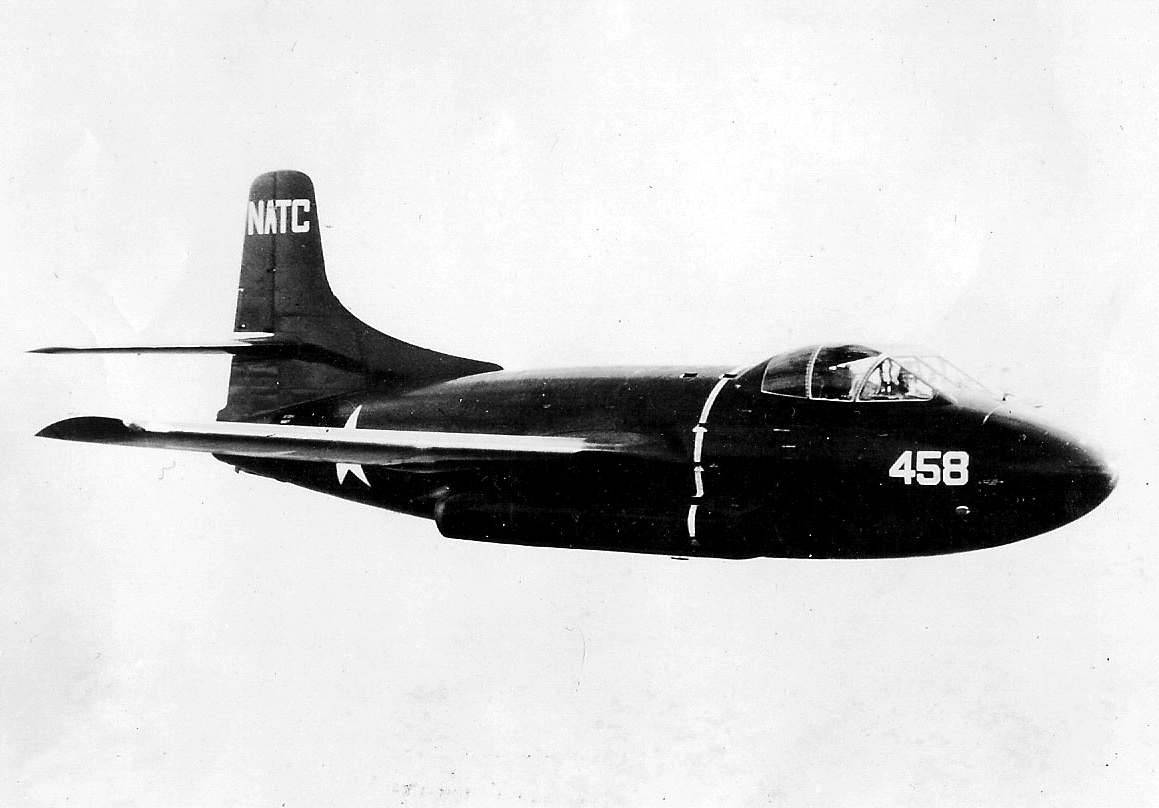
Prototyp XF3D-1 (1949)

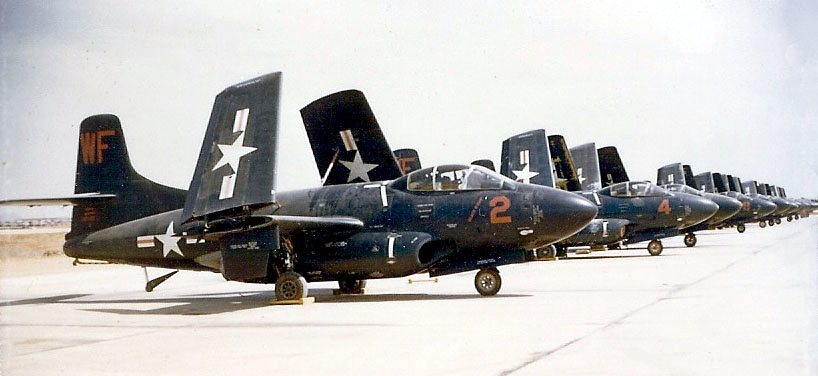
F3D-2 Skyknight ze złożonymi skrzydłami (1952)

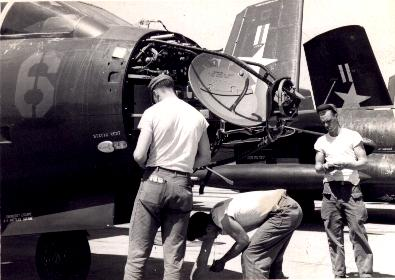
Radar AN/APQ-35 samolotu F3D-2 w Korei (1953)

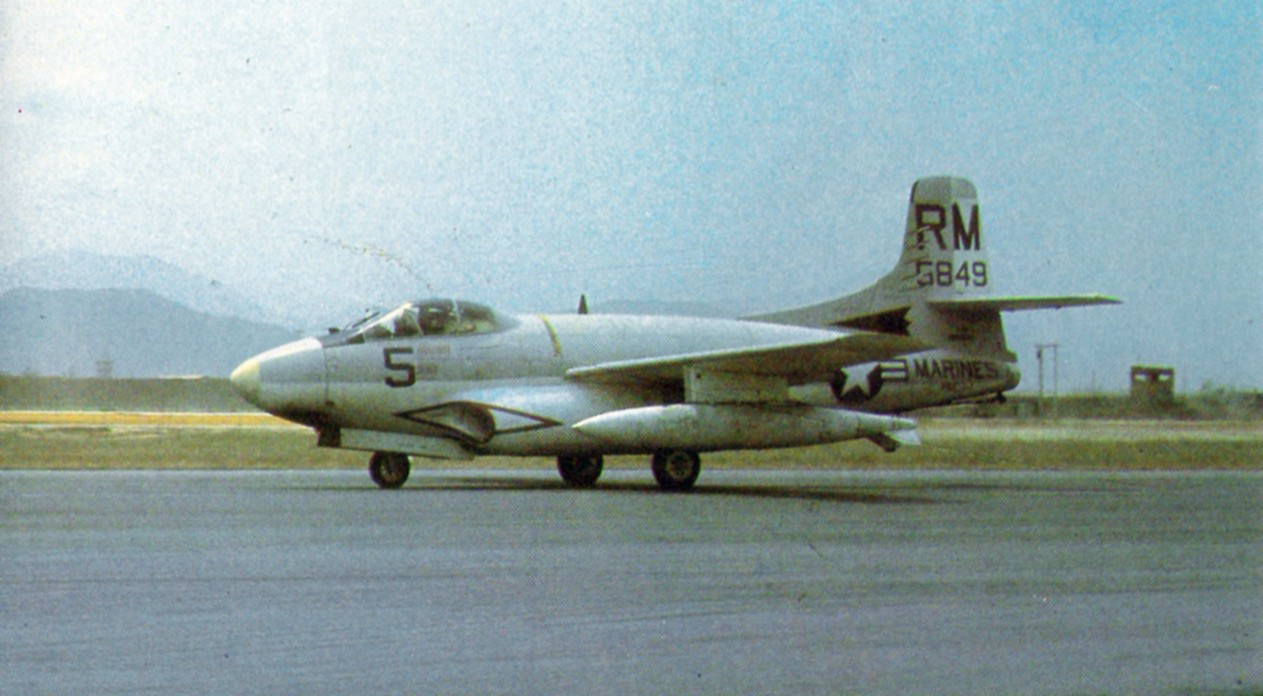
Wersja walki elektronicznej EF-10B (lata 60. XX wieku)

Douglas F3D Skyknight – amerykański dwusilnikowy pokładowy myśliwiec nocny, wyprodukowany przez firmę Douglas Aircraft Company.

## Historia
Douglas F3D Skyknight był pierwszym odrzutowym samolotem myśliwskim zaprojektowanym jako nocny myśliwiec pokładowy. W związku z tym wymagał montażu specjalistycznego wyposażenia oraz radaru, co wymagało szerokiego kadłuba. Zdecydowano się na umiejscowienie stanowiska pilota i operatora radaru obok siebie. Wynikało to między innymi z ówczesnych ograniczeń technologicznych. W związku ze swoim wyglądem samolot wśród personelu otrzymał przezwisko Willie the Whale, co w tłumaczeniu na język polski oznacza „Wieloryb Willie”. 
US Navy rozpoczęła prace nad opracowaniem nowego myśliwca w roku 1946. Wymagano, by nowa maszyna osiągała prędkość maksymalną 500 mil na godzinę (około 800 km/h), miała promień działania bojowego 500 mil oraz pułap 40 000 stóp. Oblot odbył się 28 marca 1948 roku. Pierwszy z 28 egzemplarzy oznaczonych jako F3D-1 dostarczono odbiorcy pod koniec 1950 roku. 
W późniejszym czasie opracowano nową, ulepszoną wersję F3D-2, która osiągała wyższą prędkość maksymalną – około 900 km/h oraz dwukrotnie większy zasięg. Nowy wariant wyposażono w nowocześniejsze wyposażenie elektroniczne oraz ulepszony radar, lepsze opancerzenie oraz kilka zmian konstrukcyjnych, które poprawiały właściwości lotne maszyny.
Łącznie wyprodukowano 268 egzemplarzy, z czego część maszyn w późniejszym czasie została przebudowana na wersje specjalne, m.in. szkolne i walki elektronicznej.

## Konstrukcja
F3D Skyknight był średniopłatem, z zamontowanymi w środkowej części kadłuba prostymi skrzydłami. Skrzydła składane były w górę pośrodku, dzięki temu samoloty mogły być łatwiej przechowywane na lotniskowcach. Samolot ma chowane, trójkołowe podwozie. Przednie koło chowane było z przodu kadłuba zaś dwa tylne w skrzydłach. Z tyłu, pod ogonem zamontowane było małe kółko chroniące przed zbyt mocnym wychyleniem samolotu podczas startu i lądowania, dzięki czemu nie dochodziło do uszkodzeń struktury poszycia jak i samego ogona w wyniku tarcia po nawierzchni.  
Po obu stronach kadłuba za skrzydłami zamontowano hydraulicznie sterowany hamulec aerodynamiczny. 
Samoloty napędzane były przez dwa silniki turboodrzutowe Westinghouse J34-WE-22 generujące ciąg 15 kN każdy. Zamontowane były w gondolach umiejscowionych w dolnej części kadłuba, poniżej skrzydeł. Uzbrojenie F3D składało się z czterech 20-milimetrowych działek zamontowanych w dolnej części nosa. Jednostka ognia wynosiła 200 naboi na działo. Wewnętrzna pojemność paliwa wynosiła 5100 litrów. Pod każdym skrzydłem można było podwiesić zewnętrzny zbiornik o pojemności 570 litrów lub 450-kilogramową bombę lotniczą.
Pilot i operator radaru siedzieli obok siebie. Dostępne wówczas fotele wyrzucane nie były w stanie bezpiecznie katapultować pilota przy takim układzie foteli, przez co zastosowano nietypowy mechanizm ewakuacji z maszyny. Pociągnięcie dźwigni powodowało odstrzelenie osłony znajdującej się w specjalnej „rynnie” w kadłubie między silnikami. Każdy członek załogi obracał się na siedzeniu, chwytał za drążek za siedzeniem, wyważał kopnięciem drzwi ewakuacyjne z kokpitu i wyskakiwał na spadochronie przez właśnie tę rynnę.
W nosie samolotów zamontowany był radar AN/APQ-35. Pierwsze dwa prototypy zostały wyposażone w starszy radar SCR-720, ponieważ docelowy AN/APQ-35 nie był jeszcze gotowy. AN/APQ-35 faktycznie składał się z dwóch innych radarów: radaru AN/APS-21 przeznaczonego do poszukiwania celów wielkości innych myśliwców w odległości do 32 kilometrów, oraz celownika radiolokacyjnego AN/APS-26 o maksymalnym zasięgu 3,2 km.
Dwa zewnętrzne pylony na podwieszenia umiejscowione pod skrzydłami pozwalały na podwieszenie łącznie do 1814 kg uzbrojenia w postaci bomb i rakiet bądź też zewnętrznych zbiorników z paliwem.

## Służba

### Wojna koreańska
W czasie trwania wojny koreańskiej, w związku z pojawieniem się na arenie walk myśliwców odrzutowych MiG-15 po stronie komunistów, dowództwo Stanów Zjednoczonych zdecydowało się rozlokować w Korei własne myśliwce odrzutowe. Latem 1952 roku, myśliwce F3D-2 zastąpiły dotychczas używane samoloty F7F Tigercat oraz F4U Corsair. Dodatkowo w marcu 1952 roku do Korei przyleciał 319. Fighter Interceptor Squadron (319. Eskadra Myśliwców Przechwytujących) uzbrojony w samoloty F-94 Starfire. Pierwsze zwycięstwa załogi samolotów Skyknight zaczęły odnosić już z początkiem listopada 1952 roku. Podczas nocnej misji 3 listopada 1952 załoga F3D-2, dwukrotnie nawiązała kontakt z samolotem przeciwnika. Przy drugim podejściu maszynę zidentyfikowano jako Jak-15, po czym załoga oddała salwę z działek pokładowych, uszkadzając wrogi samolot, który zaczął nurkować. W późniejszym czasie okazało się, że atakowanym samolotem był MiG-15, którego pilot zdołał ugasić pożar, wrócić do bazy oraz wylądować. Uszkodzony myśliwiec został naprawiony i wrócił do dalszej eksploatacji. 
Kolejnym zwycięstwem było zestrzelenie pięć dni później, 8 listopada myśliwca MiG-15. Samolot amerykański otworzył ogień i wystrzelił serię pocisków z działek pokładowych, które trafiły i podpaliły MiGa. Pilot radzieckiego samolotu zdołał się katapultować, po czym maszyna rozbiła się. 10 grudnia 1952 załoga Skyknight za pomocą celownika radiolokacyjnego zestrzeliła koreański samolot Po-2, co było pierwszym w historii zestrzeleniem maszyny przy jego użyciu, oraz dokonała zestrzelenia prawdopodobnego. 
W styczniu 1953 roku załogi myśliwców F3D odniosły dwa zwycięstwa nad samolotami MiG-15. 3 marca tego samego roku załoga amerykańskiego myśliwca F3D zdołała uniknąć zestrzelenia przez atakujące ją dwa MiGi-15.
Do końca wojny myśliwce Skyknight uzyskały łącznie 6 potwierdzonych zestrzeleń, przy stracie 2 maszyn.

### Wojna w Wietnamie
Samoloty Skyknight w wariancie walki elektronicznej, oznaczonej jako EF-10B eksploatowane były do 1969 roku. W Wietnamie przebywało jednorazowo nie więcej niż 10 maszyn EF-10B. Pierwszy samolot EF-10B utracono w Wietnamie 18 marca 1966 roku. Maszyny te stopniowo były wypierane z Wietnamu przez samoloty EA-6A. Z czasem Skyknighty używane były do mniej niebezpiecznych misji, po czym wycofano je z Wietnamu w 1969 roku.

### Dalsza służba operacyjna
Po roku 1953 F3D Skyknight używane były jako samoloty szkoleniowe do obsługi radarów pokładowych, jako samoloty rozpoznania elektronicznego oraz wsparcia podczas wojny w Wietnamie oraz kryzysu kubańskiego. Był jedynym samolotem odrzutowym, który wziął udział w wojnie w Korei oraz Wietnamie. W 1968 roku trzy samoloty F3D zostały przekazane do US Army i służyły jako platforma testowa dla różnego rodzaju systemów i uzbrojenia. US Navy eksploatowała w późniejszym czasie samoloty F3D jako platforma testowa dla różnych systemów awioniki. US Marine Corps swoje F3D wycofała ze służby w roku 1970. Ostatnie samoloty F3D wycofano ze służby w lotnictwie amerykańskim w roku 1978.

## Wersje
Wersje produkcyjne F3D Skyknight:
- XF3D-1 – 3 egzemplarze prototypowe;
- F3D-1 – pierwsze 28 egzemplarzy dostarczonych do 1950 roku, od 1962 oznaczone jako F-10A;
- F3D-1M – 12 maszyn przebudowanych jako samoloty testowe dla rakiet AIM-7 Sparrow. Od 1962 oznaczone jako MF-10A;
- F3D-2 – druga, ulepszona wersja produkcyjna, produkcja seryjna rozpoczęła się w 1951 roku. Wyprodukowano 237 egzemplarzy, od 1962 oznaczone jako F-10B;
- F3D-2B – jeden F3D-1 przeznaczony do testów uzbrojenia;
- F3D-2Q – 35 maszyn przebudowanych na wersję walki elektronicznej. Od 1962 oznaczone jako EF-10B;
- F3D-2T – 5 maszyn przebudowanych jako maszyny szkolne;
- F3D-2M – 16 maszyn przebudowanych jako samoloty testowe dla rakiet AIM-7 Sparrow. Od 1962 oznaczone jako MF-10B;
- F3D-2T2 – 55 F3D-2 przebudowanych jako samoloty szkoleniowe dla operatorów radarów. Od 1962 roku oznaczone jako TF-10B.

## Użytkownicy
- Stany Zjednoczone
  - US Navy
  - US Marine Corps
  - US Army